# Грузија на Европском првенству у атлетици у дворани 2013.
Грузија је учествовала на 32. Европском првенству у дворани 2013 одржаном у Гетеборгу, Шведска, од 28. фебруара до 3. марта. Ово је било девето европско првенство у дворани од 1994. године од када је Грузија први пут учествовала. Репрезентацију Грузије представљала су три такмичара (2 мушкарца и 1 жена) који су се такмичили у три дисциплине.
На овом првенству Грузија није освојила ниједну медаљу, а постигнут је један најбољи лични резултат сезоне.

## Учесници
| Мушкарци: - Zurab Gogochuri — Скок увис - Лаша Торгвајдзе — Троскок | Жене: - Марјам Кевхишвили — Бацање кугле |  |

## Резултати

### Мушкарци
| Атлетичар       | Дисциплина | Лични рекорд | Квалификације | Квалификације | Полуфинале   | Полуфинале | Финале                | Финале       | Детаљи |
| Атлетичар       | Дисциплина | Лични рекорд | Резултат      | Место         | Резултат     | Место      | Резултат              | Место        | Детаљи |
| --------------- | ---------- | ------------ | ------------- | ------------- | ------------ | ---------- | --------------------- | ------------ | ------ |
| Zurab Gogochuri | Скок увис  | 2,16 НР      | 2,13          | 10. у гр. А   |              |            | Нису се квалификовали | 22 / 26 (27) |        |
| Лаша Торгвајдзе | Троскок    | 16,28        | 15,35         | 20.           | 20 / 21 (22) |            | Нису се квалификовали |              |        |

### Жене
| Атлетичарка       | Дисциплина   | Лични рекорд | Квалификације | Квалификације | Полуфинале | Полуфинале | Финале                | Финале  | Детаљи |
| Атлетичарка       | Дисциплина   | Лични рекорд | Резултат      | Место         | Резултат   | Место      | Резултат              | Место   | Детаљи |
| ----------------- | ------------ | ------------ | ------------- | ------------- | ---------- | ---------- | --------------------- | ------- | ------ |
| Марјам Кевхишвили | Бацање кугле | 18,59 НР     | 16,66 ЛРС     | 14.           |            |            | Није се квалификовала | 14 / 16 |        |